# Charles Zédé
Charles Zédé, né le 14 février 1837 à Paris et décédé le 9 août 1908 au Pradet, est un général de division français.
Gouverneur militaire de Lyon et commandant en chef de l'armée des Alpes de 1898 à 1902, il joue un rôle important dans l'organisation des troupes de montagne françaises.

## Biographie
Charles Jules Zédé naît en 1837 dans une famille de militaires. Il fait l'école de Saint Cyr en 1855 et sort en 1857 de la promotion du Prince Impérial comme sous-lieutenant de la Légion étrangère. Il prend part à la campagne d'Italie (1859) (Magenta et Solférino) et à l' expédition du Mexique (Siège d'Oaxaca).
En 1870, il est capitaine au 12e régiment d'infanterie et combat à Rezonville et à Saint-Privat où il est blessé ; il est décoré pour sa conduite lors du combat de Ladonchamps. Lors de la capitulation de Metz, il traverse les lignes prussiennes et rejoint les armées du Nord.
Promu chef de bataillon au 24e régiment de marche, il est cité à la bataille de Villers-Bretonneux (1870). Il fonctionne comme chef d'état major de la division de du Bessol, blessé à la Bataille de Saint-Quentin (1871). Il sert ensuite à l'Armée de Versailles contre la Commune de Paris (1871).
Promu lieutenant colonel en 1877, puis colonel en 1881, il est nommé général de brigade en 1887 et prend le commandement de la brigade régionale de Lyon, après quoi il reste au Sud-Est. Il travaille comme chef d'état major du général Berge à la création des troupes de montagne et l'organisation de la frontière des Alpes. « En 1890, le général Zédé est ainsi invité à visiter les défenses du Saint-Gothard. »
Reprenant les idées de Ernest Cézanne, député des Hautes-Alpes mort en 1876, qui proposent de former des unités militaires aptes à évoluer dans ce milieu. Zédé commence ses expérimentations dans un bataillon de chasseurs à pied, ces expérimentations sont observées et imitées avec succès par les unités voisines jusqu’à ce qu’il soit décidé en 1888 de créer officiellement 13 bataillons de « chasseurs alpins ». 
En 1894, il est nommé général de division, commandant la 27e division d'infanterie (France) à Grenoble. En 1896, il est gouverneur militaire de Lyon et commandant du 14e corps d'armée.
En 1898, il est nommé au Conseil supérieur de la guerre et commandant en chef de  l'armée des Alpes  (formée des troupes 14e et 15e corps d'armée) en remplacement du général Félix Coiffé. 
En 1897, il est nommé grand officier de la Légion d'Honneur.
Zédé passe au cadre de réserve en 1902.

## Généalogie
- Il est fils de Pierre-Amédée Zédé (1791-1863), directeur des constructions navales et de Esther Girmin de Chevassut (1803-1873) ;
- Il épouse le 26 novembre 1872 à Paris 1er Arrondissement[8]Laurence Claire Marie Dupuy de Lôme (1847-1943), dont :
  - Henriette Claire Pauline (1873-?) x Adrien de Venel (1870-1915), Mort pour la France
  - Laurent Clair Gustave (1874-1878)
  - Laurent Émile Zédé (1880-1935) x 1914 Germaine Aubert (1893-1978)
  - Louis Zédé (1882-?)

## Décorations
- Grand officier de la Légion d'honneur